# UFC 218
UFC 218: Holloway vs. Aldo 2 fue un evento de artes marciales mixtas organizado por Ultimate Fighting Championship que se llevó a cabo el 2 de diciembre de 2017 en el Little Caesars Arena en Detroit, Míchigan.

## Historia
Originalmente, se esperaba que Max Holloway defendiera su campeonato ante el excampeón de peso ligero de UFC Frankie Edgar. Sin embargo, el 11 de noviembre, Edgar se retiró de la pelea por una lesión. Fue reemplazado por el excampeón de peso pluma de WEC y el ex bicampeón José Aldo. Aldo estaba programado para enfrentar a Ricardo Lamas en UFC on Fox: Lawler vs. dos Anjos en una revancha de su exitosa defensa del título en UFC 169 en febrero de 2014. Holloway y Aldo se encontraron previamente en el UFC 212, donde Holloway derrotó a Aldo para ganar el campeonato.
El evento coestelar contó con un combate eliminatorio por el Campeonato de Peso Pesado de UFC entre Francis Ngannou y Alistair Overeem.

## Premios extra
Cada peleador recibió los siguientes bonos de recompensa:
- Pelea de la Noche ($50.000): Eddie Alvarez vs. Justin Gaethje y Alex Oliveira vs. Yancy Medeiros
- Actuación de la Noche ($50.000): No acordado